# Sikosaari (ö i Södra Savolax, S:t Michel, lat 61,90, long 26,85)
Sikosaari är en ö i Finland. Den ligger i sjön Puula och i kommunen Kangasniemi i den ekonomiska regionen  S:t Michel och landskapet Södra Savolax, i den södra delen av landet, 220 km nordost om huvudstaden Helsingfors. Öns area är 43,2 hektar och dess största längd är 1,7 kilometer i nord-sydlig riktning.